# Igor Smolnikov
Igor Aleksandrovitj Smolnikov (ryska: Игорь Александрович Смольников), född 8 augusti 1988 i Kamensk-Uralskij, är en rysk fotbollsspelare som spelar för den ryska klubben FK Krasnodar och Rysslands fotbollslandslag.